# Gornji Zvečaj
Gornji Zvečaj je naselje na Hrvaškem, ki upravno spada pod občino Generalski Stol Karlovške županije.
Gornji Zvečaj, ki se je prej imenoval Zvečaj Zadnji leži na levi obali reke Mrežnice. Tu je nekdaj stal štiri oglati obrambni zid od katerega so danes vidni samo še nekateri deli vklopljeni v eno od stanovanjskih hiš. Obrambni zid je imela kvadratni tloris z obrambnimi stolpi na vogalih. V sredini pa se je nahajal glavni krožni obrambni stolp. Poveljniki te utrdbe so bili najprej plemiči Zvečajski, kasneje pa Frankopani. Konec 17. stoletja je general Ivan Josip Herberstein pripojil zvečajsko utrdbo Karlovškemu generalatu. Po letu 1777 je utrdba začela propadati, kamniti material pa je bil uporabljen pri gradnji Jožefinske ceste med Karlovcem in Senjem.

## Demografija
| Pregled števila prebivalcev po letih | Pregled števila prebivalcev po letih | Pregled števila prebivalcev po letih | Pregled števila prebivalcev po letih | Pregled števila prebivalcev po letih | Pregled števila prebivalcev po letih | Pregled števila prebivalcev po letih | Pregled števila prebivalcev po letih | Pregled števila prebivalcev po letih | Pregled števila prebivalcev po letih | Pregled števila prebivalcev po letih | Pregled števila prebivalcev po letih | Pregled števila prebivalcev po letih | Pregled števila prebivalcev po letih | Pregled števila prebivalcev po letih |
| ------------------------------------ | ------------------------------------ | ------------------------------------ | ------------------------------------ | ------------------------------------ | ------------------------------------ | ------------------------------------ | ------------------------------------ | ------------------------------------ | ------------------------------------ | ------------------------------------ | ------------------------------------ | ------------------------------------ | ------------------------------------ | ------------------------------------ |
| 1857                                 | 1869                                 | 1880                                 | 1890                                 | 1900                                 | 1910                                 | 1921                                 | 1931                                 | 1948                                 | 1953                                 | 1961                                 | 1971                                 | 1981                                 | 1991                                 | 2001                                 |
| 140                                  | 215                                  | 275                                  | 331                                  | 314                                  | 358                                  | 313                                  | 435                                  | 445                                  | 472                                  | 474                                  | 19                                   | 18                                   | 19                                   | 191                                  |